# UNICEF
Fondul Internațional pentru Urgențe ale Copiilor al Națiunilor Unite (UNICEF) a fost creat de către Adunarea Generală a Națiunilor Unite în 1946. În 1953, numele său a fost prescurtat în Fondul pentru Copii al Națiunilor Unite, dar  este mai cunoscut sub acronmimul său popular UNICEF. Cu sediul în New York, UNICEF oferă asistență umanitară și pentru dezvoltarea copiilor și mamelor lor în țările în curs de dezvoltare. Agenție fondată prin voluntariat, UNICEF supraviețuiește prin fonduri guvernamentale și donații private. UNICEF a primit în 1965 Premiul Nobel pentru Pace; Se concentrează în principal pe cinci priorități de bază: Educația fetelor, Plus de imunizare, Protecția copilului, HIV/SIDA și Copilărie pentru copii. Alte priorități includ supraviețuirea copiilor, copilul și familia și sporturi pentru dezvoltare.
Îmbunătățirea naturii acestor priorități se face printr-o gamă de 14 metode, începând cu intervenții directe și legale, educație și până la colectare de date prin cercetări și recensăminte.

### Educația fetelor
Educația este o metodă sigură pentru îmbunătățirea vieții tuturor oamenilor, inclusiv a copiilor. Educarea tinerelor fete asigură beneficii spectaculoase pentru generațiile prezente și viitoare și influențează in mod deosebit o serie de priorități ale UNICEF cuprinzând supraviețuirea copiilor, copii cu familie, imunizare și protecția copilului.
Scopul UNICEF este de a atrage cât mai multe fete în școli, garanția că urmează cursurile și că își însușesc deprinderile de bază necesare pentru a reuși mai târziu în viață. Ca parte a eforturilor neîntrerupte de asigurare a dreptului la educație a fiecărui copil: băiat sau fată, strategia de accelerare a UNICEF este de creștere rapidă a numărului de fete înscrise în școli în 25 de țări stabilite, în perioada 2002-2005.
Ce aduce în plus programul sunt intervențiile suplimentare. Începând cu educarea în ceea ce privește suplimentele nutriționale și continuând cu plasele de țânțari tratate cu insecticide, aceste servicii de salvare a vieții fac din programele de imunizare instrumente puternice în slujba sănătății copiilor.

### Protecția copilului
În fiecare zi, copiii sunt  obligați să fie soldați, să se prostitueze, să facă munci necalificate sau să fie servitori. Ei sunt abuzați, exploatați, sunt subiect de violență iar consecința este că devin copii analfabeți, bolnavi și secătuiți. UNICEF încearcă pe toate căile să ofere protecție și suport, ca susținători ai drepturilor copilului, prin programe de retragere a copiilor din armată, lucrând cu persoane individuale, grupuri civice, la nivel guvernamental și cu persoane din sectorul privat pentru a realiza schimbări pozitive.

### HIV/SIDA
SIDA a făcut până în prezent 14 milioane de orfani. Jumătate din persoanele nou infectate sunt tineri sub 25 de ani, fetele fiind afectate în proporție mai mare și la o vârsta mai fragedă decât băieții. Încercând să protejeze și să sprijine copii orfani, să prevină transmiterea bolii de la părinți la copii și să ofere tineretului ajutor in a fi mai sensibili și mai prietenoși, UNICEF este un susținător al ocrotirii în familie, al unui mediu social și legal.
 Arhivat în 10 aprilie 2008, la Wayback Machine..

### Copilărie pentru copii
Fiecare copil trebuie să aibă asigurat cel mai bun start în viață : viitorul lor și într-adevăr viitorul comunităților, națiunile din care fac parte și întreaga lume depind de aceasta.  Arhivat în 13 decembrie 2005, la Wayback Machine.
UNICEF recurge la metode sigure ce cuprind următoarele principii:
1. Îngrijire medicală preventivă și curativă ce include imunizare, alimentație corespunzătoare și apă potabilă, asigurarea unei igiene minime pentru fiecare copil, pentru cei care îi îngrijesc, precum și pentru comunitățile din care fac parte.
2. Copiii trebuie să aibă certificat de naștere, să fie protejați contra abuzurilor și a neglijenței, să li se ofere dragoste și ajutor psiho-social precum și ajutor pentru educație de mici.
3. Fetele și femeile, în special, trebuie să aibă o bună alimentație și îngrijire medicală, educație, ajutor familial, iar drepturile lor trebuie să fie respectate. Ele trebuie să fie informate despre riscurile de accidentare și îmbolnăvire pentru ele însele precum și pentru copii lor, în ceea ce privește sarcina și alăptarea la sân. Sănătatea și supraviețuirea mamei este strâns legată de sănătatea și supraviețuirea copiilor lor.

## Ambasadori ai bunăvoinței UNICEF
UNICEF desemnează personalități celebre drept ambasadori ai bunăvoinței pentru a sprijini și promova protecția drepturilor copiilor la nivel global. Printre ambasadorii internaționali ai UNICEF se numără Audrey Hepburn, David Beckham, Angelina Jolie, Shakira și Khaby Lame.  În România, UNICEF a colaborat cu ambasadori precum Andreea Marin și Smiley, care au susținut campanii dedicate educației, sănătății și protecției copiilor vulnerabili.